# 布丘米鄉 (巴克烏縣)

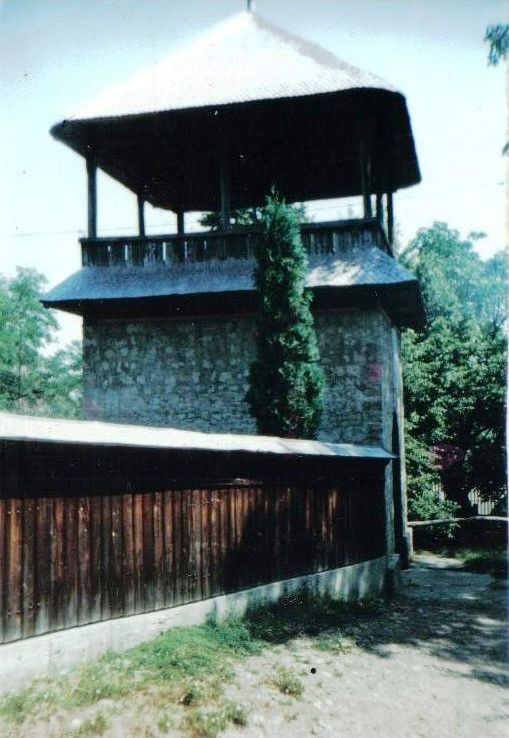
布丘米鄉 (巴克烏縣)

46°12′N 26°47′E / 46.200°N 26.783°E
布丘米鄉（羅馬尼亞語：Comuna Buciumi, Bacău），是羅馬尼亞的鄉份，位於該國東北部，由巴克烏縣負責管轄，面積24平方公里，海拔高度318米，2007年人口3,163，人口密度每平方公里132人。